# Mateus Mide
Pour les articles homonymes, voir Mide.
Mateus Mide, né le 10 mai 2008 à Porto, est un footballeur portugais qui joue au poste de milieu offensif au FC Porto.

## Biographie

### Carrière en club
Né à Porto en Portugal, Mateus Mide est formé par le FC Porto, où il s'illustre d'abord en équipes de jeunes avec le club de championnat du Portugal. 

### Carrière en sélection
Mateus Mide est international junior avec l'équipe du Portugal des moins de 17 ans à partir de septembre 2024.
Il est convoqué avec l'équipe du Portugal des moins de 17 ans pour participer au Championnat d'Europe des moins de 17 ans qui a lieu en mai et juin 2025. Mateus Mide s'impose rapidement comme un des joueurs les plus en vue d'une compétition que le Portugal remporte après avoir battu aux tirs au but l'Italie (2-2) en demi-finale et la France (3-0) en finale,,,.
Mateus Mide est rétrospectivement évoqué parmi les joueurs les plus en vue du Portugal sur l'ensemble du tournoi,.

## Palmarès

### En sélection nationale
- Portugal -17 ans
  - Champion d'Europe des moins de 17 ans (1)
    - Vainqueur : 2025